# HMS Somali (F33)
HMS Somali (L33/F33/G33) là một tàu khu trục lớp Tribal được chế tạo cho Hải quân Hoàng gia Anh Quốc trước Chiến tranh Thế giới thứ hai. Nó đã phục vụ trong Thế Chiến II, chiếm giữ được chiếc tàu đối phương đầu tiên trong chiến tranh, và tiếp tục hoạt động cho đến khi bị hư hại sau khi trúng ngư lôi phóng từ tàu ngầm U-boat Đức U-703, và bị đắm vào ngày 25 tháng 9 năm 1942 tại biển Bắc Cực.

## Thiết kế và chế tạo
Somali được đặt hàng cho xưởng tàu của hãng Swan Hunter & Wigham Richardson ở Wallsend, Tyne and Wear trong Chương trình Chế tạo Hải quân 1935. Nó được đặt lườn vào ngày 26 tháng 8 năm 1936, được hạ thủy vào ngày 24 tháng 8 năm 1937, và nhập biên chế vào ngày 12 tháng 12 năm 1938.

## Lịch sử hoạt động
Vào ngày 3 tháng 9 năm 1939, Somali đã chặn bắt chiếc tàu chở hàng Đức Hannah Böge ở khoảng 350 nmi (650 km) về phía Nam Iceland, trở thành chiếc tàu đầu tiên của đối phương bị bắt giữ như chiến lợi phẩm trong chiến tranh. Đến ngày 15 tháng 5 năm 1940, trong khuôn khổ chiến dịch Na Uy, nó đang đưa Đại tá William Fraser, Tư lệnh Lữ đoàn 24 Bộ binh Cận vệ quay trở lại Harstad sau một chuyến đi trinh sát đến Mo i Rana, khi nó bị máy bay Đức ném bom và bị hư hại. Somali buộc phải quay trở về Anh để sửa chữa với Fraser vẫn tiếp tục ở trên tàu, ông chỉ có thể đến được Harstad vào ngày 23 tháng 5.
Sau đó, Somali trở thành soái hạm của Chi hạm đội Khu trục 6 và trải qua phần lớn thời gian của mùa Đông năm 1940-1941 hộ tống các đợt càn quét của Hạm đội Nhà. Vào tháng 5 năm 1941, thủy thủ của nó đã đổ bộ lên chiếc tàu khảo sát thời tiết Đức München; trước đó thủy thủ của München đã ném máy giải mật mã Enigma xuống biển trong một bao có đồ dằn. Tuy nhiên, những tài liệu hướng dẫn sử dụng máy Enigma cùng các bảng mật mã vẫn còn lại trên tàu, giúp có được bước đột phá lớn cho các nhóm giải mã Đồng Minh.
Vào ngày 13 tháng 8 năm 1942, Somali cứu được 105 người trên chiếc tàu hàng Hoa Kỳ Almeria Lykes, vốn trúng ngư lôi phóng từ các xuồng E-boat Đức đang khi tham gia Chiến dịch Pedestal, một đợt chuyển hàng tiếp liệu đến Malta đang bị đối phương phong tỏa tại Địa Trung Hải. Những người sống sót được đưa đến Gibraltar sau đó.
Vào ngày 20 tháng 9 năm 1942, Somali trúng ngư lôi phóng từ tàu ngầm U-boat Đức U-703 đang khi hộ tống cho Đoàn tàu QP 14 đi sang Nga tại biển Bắc Cực. Nó bị đánh trúng vào phòng động cơ, và mặc dù được chiếc tàu chị em Ashanti kéo đi, nó bị đắm ở tọa độ 69°11′B 15°32′T / 69,183°B 15,533°T vào ngày 25 tháng 9 vì thời tiết quá xấu khiến thân tàu bị gảy làm đôi. Trong số 102 người có mặt trên tàu, chỉ có 35 người được cứu sống. Somali là chiếc tàu khu trục lớp Tribal cuối cùng của Hải quân Hoàng gia bị đánh chìm trong chiến tranh.